# Либаново
Либаново или Егѝнио (на гръцки: Αιγίνιο, катаревуса: Αιγίνιον, Егинион, до 1926 Λιμπάνοβο, Λιμπάνοβα, Либаново, Либанова, катаревуса Λιμπάνοβον, Либановон) е градче в Егейска Македония, Гърция, център на дем Пидна-Колиндрос в административна област Централна Македония.

## География
Либаново е разположен на 30 m надморска височина на 40 km източно от Бер (Верия) и на 36 km югозападно от Солун и на 34 km северно от Катерини.

## История
Църквата „Св. св. Петър и Павел“ от XIV век и църквата „Свети Атанасий“ от 1460 – 1500 година са обявени за паметници на културата.
Александър Синве (Les Grecs de l’Empire Ottoman. Etude Statistique et Ethnographique) в 1878 година пише, че в Лимбановон (Limbanovon), Китроска епархия, живеят 420 гърци, а в Лимбановудес (Limbanovoudés) (вероятно Либановските колиби) – 80 гърци. На етническата си карта от 1900 година Васил Кънчов („Македония. Етнография и статистика“) посочва Либаново като българско селище и пише: 
| „ | Една ивица отъ български чифлици се спуща край десния брѣгъ на Бистрица до морето. Обаче и тя е изложена на погръчанье и селата Либеново, Миленово, Нисель, Гусалъ, Пископа сѫ двоезични. | “ |

В 1913 година след Междусъюзническата война Либаново остава в Гърция.
В „Етнография на Македония“, издадена в 1924 година, Густав Вайганд описва Либаново като смесено българо-гръцко-турско село на българо-гръцката езикова граница:
| „ | Южно от Бистрица само селата Либаново (което освен това има също и турски жители) и Милово имат наред с гръцкото също и българско население. Чисто българско е и селото Низел, но тряба да се отбележи, че това не е остатък от някогашното българско население, а хората са се заселили там от север едва в последните десетилетия. Гопчевич обозначава още едно българско – Лонджонос, което трябва да се зачеркне; в разрушените колиби обитават само през зимата аромъни овчари. | “ |

В 1923 година в градчето са заселени гърци бежанци. В 1926 година Либаново е прекръстено на Егинио. В 1928 година е смесено местно-бежанско селище с 417 бежански семейства и 1810 жители бежанци.
Традиционно населението се занимава със земеделие, лозарство и с градски занаяти.
Според преброяването от 2001 година Либаново има население от 4280 души – потомци на местни хора, както и потомци на гърци бежанци от Източна Тракия и кариоти от България – от Кавакли и Акбунар.
| Име                   | Име          | Ново име   | Ново име   | Описание                                              |
| --------------------- | ------------ | ---------- | ---------- | ----------------------------------------------------- |
| Харамилакас           | Χαραμίλακκας | Капнотопос | Καπνότοπος | възвишение на Ю от Либаново и на С от Катахас (120 m) |
| Топоница или Топиница | Τοπίνιτσα    | Крионери   | Κρυονέρι   | река на И от Либаново                                 |
| Бара                  | Μπάρα        | Лимнула    | Λιμνούλα   | блато на ЮИ от Либаново                               |
| Богаз                 | Μπουγάζι     | Лемос      | Λαιμός     | блато в делтата на Бистрица на И от Либаново          |
| Дамари                | Νταμάρια     | Аналипсис  | Άνάληψις   | възвишение на СЗ от Либаново и на З от Милово         |
| Неруя                 | Νερούγια     | Неротопос  | Νερότοπος  | местност на СИ от Либаново                            |
| Кьошета               | Κιοσές       | Делта      | Δέλτα      | местност в делтата на Бистрица на И от Либаново       |

| Година    | 1913 | 1920 | 1928 | 1940 | 1951 | 1961 | 1971 | 1981 | 1991 | 2001 | 2011 | 2021 |
| --------- | ---- | ---- | ---- | ---- | ---- | ---- | ---- | ---- | ---- | ---- | ---- | ---- |
| Население | 463  | 852  | 2556 | 3683 | 4074 | 4271 | 4469 | 4436 | 4289 | 4280 | 4153 | 3683 |

## Личности
Родени в Либаново
- Атанасиос Макрис (Αθανάσιος Μακρής), гръцки андартски деец, действа с четата на Думбиотис между Бер и Негуш[13]
- Георгиос Пасхалидис (р. 1957), гръцки писател